# إد فيشر (لاعب كرة قدم أمريكية شمالية)
إد فيشر (بالإنجليزية: Ed Fisher)‏ هو لاعب كرة قدم أمريكية شمالية ‏ أمريكي، ولد في 31 مايو 1949 في ستوكتون في الولايات المتحدة.

## وصلات خارجية
- إد فيشر على موقع مرجع كرة القدم المحترفة.كوم (الإنجليزية)